# Головко, Вячеслав Михайлович
Головко Вячеслав Михайлович (8 января 1944, посёлок Северский Полевского района Свердловской области) — российский литературовед: теоретик литературы, историк русской литературы, литературный критик, доктор филологических наук, профессор, действительный член Schopenhauer-Gesellschaft (Германия), Почётный работник высшего профессионального образования Российской Федерации, Заслуженный профессор Северо-Кавказского федерального университета (СКФУ), член Союза российских писателей, лауреат общероссийских литературных премий.

## Основные биографические данные
- 1944 — родился в посёлке Северском (ныне — город Полевской Полевского района Свердловской области), в семье школьных учителей;
- 1967 — окончание Майкопского государственного педагогического института (филологический факультет);
- 1971—1974 — очная аспирантура при кафедре теории и истории русской классической литературы Московского государственного педагогического института им. В. И. Ленина;
- 1974 — защита кандидатской диссертации «Проблема личности в творчестве позднего И. С. Тургенева» по специальности 10.01.01 — Русская литература в Московском государственном педагогическом институте им. В. И. Ленина;
- 1976 — присвоение учёного звания доцента;
- 1991 — действительный член Schopenhauer-Gesellschaft (Германия);
- 1995 — член диссертационного совета ДМ 212.256.02 при Ставропольском государственном университете;
- 1996 — защита докторской диссертации «Поэтика жанрового типа русской реалистической повести» по специальности 10.01.01 — Русская литература в Московском государственном открытом педагогическом университете;
- 1997 — член Союза российских писателей;
- 1997 — присвоение учёного звания профессора;
- 1998 — член Литературного фонда РФ;
- 1998 — член экспертной комиссии по присуждению премии Губернатора Ставропольского края в области литературы им. А.Т. Губина;
- 2002 — член авторского коллектива научного проекта «Классика жанра» (МГУ);
- 2003 — член Научного совета федеральной энциклопедии «Великая Россия. Имена» (Москва)[9];
- 2005 — главный научный консультант мемориального «Дома Памяти М. И. Цветаевой» (Елабуга, Республика Татарстан);
- 2008 — член диссертационного совета ДМ 212.256.13 при Ставропольском государственном университете, с 2012 г. — Северо-Кавказском федеральном университете;
- 2011 — член редакционных советов литературно-публицистического журнала «Сияние» и многопредметного научно-теоретического журнала «НаукаПарк»;
- 2015 — член Правления Литературного фонда им. В. И. Слядневой;
- 2017 — член комиссии по присуждению премий Губернатора Ставропольского края известным деятелям культуры и искусства.

## Родословная
По отцовской линии происходит из рода украинских, киевских дворян Головко, восходящего ко второй половине XVII века и записанного в VI части родословной книги Киевской губернии. По материнской линии дед В. М. Головко — священник и композитор Попов Олимп Поликарпович — уральский духовный деятель, ставший жертвой политических репрессий 1930-х годов. Старшие братья В. М. Головко — Леонид и Геннадий погибли совсем юными, защищая Родину в Великой Отечественной войне 1941—1945 гг. Им посвящена научная монография В. М. Головко «Русская реалистическая повесть: герменевтика и типология жанра» (М.; Ставрополь, 1995. — 439 с.). Данные о подвиге девятнадцатилетнего лейтенанта Геннадия Головко, погибшего при освобождении города Кореновска Краснодарского края (февраль 1943 г.), представлены в Кореновском краеведческом музее.

## Семья
Жена — Светлана Ивановна, доцент кафедры культурологии и библиотековедения СГУ, кандидат педагогических наук, учёный-библиотековед, автор 8 книг, изданных в московских издательствах «Либерея-Бибинформ», «Пашков дом», в ставропольском книжном издательстве «Мысль», в издательстве СГУ. С. И. Головко награждена почётным знаком Министерства культуры РФ «За достижения в культуре». Ей посвящена книга В. М. Головко «„Через Летейски воды…“: Марина Цветаева в воспоминаниях, письмах и документах» (М.; Елабуга; Ставрополь, 2007. — 296 с.).
Дети:
- Олег (род. 1965) — выпускник Санкт-Петербургского государственного академического института живописи, скульптуры и архитектуры им. И. Е. Репина (мастерская Э. Кочергина), живописец, график, театральный художник, победитель Международного конкурса молодых художников Европы им. Н. Пуссена (Париж, 1994), лауреат Национальной театральной премии «Дебют» (1998), лауреат премии Межрегионального театрального фестиваля «Сибирский транзит», награждён премией губернатора Новосибирской области за достижения в области культуры (2006), дипломант Всероссийского конкурса «Золотая маска» (2009); живёт и работает в Санкт-Петербурге;
- Николай (род. 1988) — лингвист, преподаватель, специалист по защите информации, выпускник факультета романо-германских языков, физико-математического факультета и аспирантуры при кафедре межкультурной коммуникации СГУ; кандидатскую диссертацию «Формально-семантический анализ многозначной лексики как средство оптимизации систем автоматизированной обработки текстов» защитил в октябре 2011 года, преподаватель кафедры межкультурной коммуникации СГУ, дважды лауреат Всероссийского научного юношеского конкурса им. В. И. Вернадского (2002, 2003), лауреат премии Президента РФ (национальный проект «Образование», 2006), лауреат Всероссийского открытого конкурса на лучшую работу студентов по естественным, техническим и гуманитарным наукам в вузах Российской Федерации (2007), стипендиат Президента Российской Федерации (2010), золотой бета-тестер Лаборатории Касперского, автор 60 научных работ, программы для ЭВМ, имеющей государственную регистрацию (2011), и 20 литературных публикаций.

Своим детям В. М. Головко посвятил книгу-монографию «Художественно-философские искания позднего Тургенева (изображение человека)» (Свердловск: Издательство Уральского университета, 1989. — 168 с.)

## Значительные события в жизни учёного
- сбор и сохранение материалов о последних днях жизни и трагической гибели М. И. Цветаевой:
  - общение и переписка с дочерью М. И. Цветаевой — А. С. Эфрон, сестрой М. И. Цветаевой — А. И. Цветаевой;
  - общение с владельцами дома в Елабуге, где трагически оборвалась жизнь М. И. Цветаевой 31 августа 1941 года — Бродельщиковыми;
- освоение лучших традиций отечественной филологической науки в процессе общения с его учителями в науке — выдающимися российскими филологами Н. Н. Арденсом (Апостоловым), А. И. Ревякиным, У. Р. Фохтом

## Награды и премии
- Почётный работник высшего профессионального образования РФ (2001);
- Заслуженный профессор СГУ (2003);
- Медаль им. М. Ю. Лермонтова (2004);
- Государственный стипендиат Президиума РАН в номинации «Выдающиеся учёные» (2000);
- Лауреат «Литературной России» (2006);
- Лауреат общероссийской Литературной премии им. М. И. Цветаевой (2007);
- Лауреат премии Губернатора Ставропольского края в области литературы им. А. Губина (2008);
- Лауреат регионального этапа Всероссийского конкурса «Профессиональная команда страны» (2008);
- Лауреат именной премии Главы г. Ставрополя (1999);
- Почётный член Ставропольского регионального отделения Союза писателей России (1998);
- «Диплом признания» Комитета по печати и массовым коммуникациям правительства Ставропольского края (2009);
- Почётные грамоты Министерства образования и науки РФ (2006, 2010).

## Сведения о занимаемых должностях
- завуч Чистоозёрной средней школы № 1 Новосибирской области (1967—1968);
- ассистент кафедры русской и зарубежной литературы Елабужского государственного педагогического института (1968—1971);
- старший преподаватель кафедры русской и зарубежной литературы Ульяновского государственного педагогического института им. И. Н. Ульянова (1974—1976);
- доцент кафедры русской и советской литературы Омского государственного университета (1976—1979);
- заведующий кафедрой русской и зарубежной литературы, декан филологического факультета Калмыцкого государственного университета (1979—1985);
- с 1985 — доцент, профессор, заведующий кафедрой истории русской и зарубежной литературы Ставропольского государственного педагогического института, с 1994 — Ставропольского государственного педагогического университета, с 1996 — Ставропольского государственного университета.

## Краткая аннотация научной деятельности
Теоретик, историк русской литературы и литературный критик. Занимается изучением проблем философии литературы, художественной антропологии, генологии, теоретической и исторической поэтики, вопросами источниковедения и филологического комментария. Сфера историко-литературных исследований: жанровый тип русской классической повести, творчество М. Ю. Лермонтова, И. С. Тургенева, А. И. Герцена, Н. С. Лескова, А. Н. Плещеева, Л. Н. Толстого, Я. В. Абрамова, М. И. Цветаевой, В. Ф. Бокова и других писателей XIX — нач. XXI века. Область теоретических исследований: антропоцентричность художественных систем; герменевтика литературного жанра; эпистемологическая система теории родов и жанров литературы. Осуществляет опытно-экспериментальную деятельность и теоретические исследования в области образования интеллектуально одарённых учащихся. Научный руководитель аспирантов и докторантов по специальностям 10.01.01 — русская литература и 13.00.02 — теория и методика обучения и воспитания (литература). Научный руководитель Федеральной экспериментальной педагогической площадки Федерального института развития образования Минобрнауки РФ. Руководитель научного направления «Историческая поэтика русской и мировой классической литературы» в СГУ. Руководитель программы магистерской подготовки «Русская литература» и подготовки научно-педагогических кадров по специальности 10.01.01 — русская литература в аспирантуре в СГУ. Входит в состав научного коллектива, осуществляющего подготовку и издание Полного собрания сочинений и писем Н. С. Лескова в 30-ти томах. Член редакционного совета литературно-публицистического журнала «Сияние», научного совета энциклопедии «Великая Россия. Имена» (Москва), редакционного совета научно-теоретического журнала «НаукаПарк», редакционного совета Российского научного журнала «Российское историко-культурное наследие».
Книги и монографии проф. В. М. Головко находятся в фондах Библиотеки Конгресса США, Национальных библиотек Болгарии, Великобритании, Венгрии, Германии, Италии, Канады, Норвегии, Финляндии, Франции, Чехии, Швеции, Японии, в фондах университетских библиотек США и европейских стран (ссылка Архивная копия от 23 марта 2022 на Wayback Machine).

## Публикации
Печатается с 1972 года. 

На конец 2011 года опубликовано 290 научных работ. 

Опубликовано в средствах массовой информации 52 статьи и интервью.

### Наиболее значимые публикации

#### Монографии
- Головко В. М. Художественно-философские искания позднего Тургенева (изображение человека). — Свердловск: Изд-во Уральск. университета, 1989. — 168 с. ISBN 5-7525-0059-1.

Рец.: Мостовская Н. Н. В. М. Головко. Художественно-философские искания позднего Тургенева (изображение человека). — Свердловск, изд-во Уральск. университета, 1989 // Филологические науки: Научные доклады высшей школы. — 1991. — № 2. — С. 117—119; Кийко Е. И. Новая книга о Тургеневе // Русская литература. — 1991. — № 1. — С. 215—217.
- Головко В. М. Поэтика русской повести. — Саратов: Изд-во Саратовск. университета, 1992. — 192 с. ISBN 5-292-00908-3.

Рец.: Тюхова Е. В. Новые исследования о Лескове // Творчество Н. С. Лескова в контексте русской и мировой литературы. — Орёл: ИРЛИ (Пушкинский Дом) РАН; Орловский гос. пед ун-т; Дом-музей Н. С. Лескова, 1995. — С. 81-83.
- Головко В. М. Русская реалистическая повесть: герменевтика и типология жанра. — М.; Ставрополь: Изд-во МГОПУ; Изд-во СГПУ, 1995. — 439 с. ISBN 5-88648-010-2.

Рец.: Бронская Л. И. Фундаментальное исследование русской реалистической повести // Вестник Ставропольского государственного университета: Филологические науки. — 1996. — № 5. — С. 130—132.
- Головко В. М. Яков Абрамов: самоактуализация в художественном творчестве: монография. — Ставрополь: Изд-во СГУ, 2008. — 180 с. [Серия «Филологическая книга СГУ»]. ISBN 5-88648-625-9.
- Головко В. М. Образование интеллектуально одарённых детей: инновационная парадигма: монография. — Ставрополь: Мысль, 2009. — 152 с. ISBN 978-5-9982-0010-6.

Рец.: Поляруш В. Культ знаний для личности // Наше Ставрополье. — 2009. — № 12(372). — 3 ноября. — С. 3. [Руб.: «Наука»: Интеллектуально одарённые дети выведут страну из кризиса. С. 3].
- Головко В. М. Онтология понимания литературного жанра: монография. — Ставрополь: Мысль, 2011. — 187 с.
- Головко В. М. Теория понимания и интерпретации литературного жанра: монография. — Saarbrucken: Lambert Academic Publishing, 2011. — 184 с. ISBN 978-3-8473-1015-0. (Германия).

#### Учебные пособия
- Головко В. М. Повесть как жанр эпической прозы. — М.; Ставрополь: Изд-во МГОПУ; Изд-во СГУ, 1997. — 118 с. ISBN 5-900429-08-3.

Рец.: Чёрная Т. К. В объекте внимания — теория повести // Вестник Ставропольского государственного университета: Филологические науки. — 1997. — № 10. — С. 162—165.
- Головко В. М. Историческая поэтика русской классической повести. — М.; Ставрополь: Изд-во СГУ, 2001. — 205 с. [Рекомендовано НМС по филологии УМО университетов Министерства образования Российской Федерации в качестве учебного пособия для студентов филологических факультетов государственных университетов]. ISBN 5-88648-256-3.

Рец.: Пересыпкин Е. Книга «из хорошего общества» // Ставропольская правда. — 2001. — № 218. — 9 октября. — С. 3.
- Головко В. М. Историческая поэтика русской классической повести / 2-е изд., доп. — М.: Изд-во «Флинта»; Изд-во «Наука», 2010. — 280 с. [Рекомендовано УМО по классическому университетскому образованию для студентов высших учебных заведений в качестве учебного пособия по направлению 031000 и специальности 031001 — Филология]. ISBN 978-5-9765-0922-1 (Флинта); ISBN 978-5-02-037243-6 (Наука).
- Головко В. М. Герменевтика литературного жанра: учебное пособие. — М.: Изд-во «Флинта»; Изд-во «Наука», 2012. — 184 с. [Рекомендовано УМО по классическому университетскому образованию для студентов высших учебных заведений в качестве учебного пособия по направлению подготовки 032700 — Филология]. ISBN 978-5-9765-1185-9 (Флинта); ISBN 978-5-02-037693-9 (Наука).
- Головко В. М., Осипова Н. О., Флиер А. Я. и др. Введение в методологию гуманитарных исследований: Учебное пособие для магистрантов и аспирантов. — Киров: Изд-во ВятГГУ, 2011. — 152 с. ISBN 978-5-93825-922-5.

#### Научно-художественные и литературно-критические издания
- Головко В. М. «Через Летейски воды…»: Марина Цветаева в воспоминаниях, письмах и документах. — Москва; Елабуга; Ставрополь: Изд-во СГУ, 2007. — 296 с., ил. 125. ISBN 5-88648-529-5.
  - Рец.: Штайн К. Э. Головко В. М. «Через Летейски воды…»: Марина Цветаева в воспоминаниях, письмах и документах. — М.; Елабуга, Ставрополь: Изд-во СГУ, 2007. — 296 с., 125 ил. // Вестник Ставропольского государственного университета: Научный журнал. — 2008. — № 2. — Вып. 55. — С. 205—206; Федотов О. Неизвестная Цветаева // Литературная Россия. — 2007. — № 33-34. — 17 августа. — С. 4; Мустафин Рафаэль. «В одном из этих рубленных домишек…» // Республика Татарстан. — 2007. — № 167. — 21 августа. — С. 3; Ганеева Илиса. «Через Летейски воды…» // Челнинская газета. — № 36 (39). — 2007. — 7 сентября. — С. 3; Шенкман Валентина. Освобождаясь от пыли лжи // Литература. — 2008. — № 6. — С. 42-43. [Издательский дом «Первое сентября», Москва]; Метелкина Ольга. Для каждой книги — свой черед // Вечерний Ставрополь. — 2007. — № 191. — 20 октября. — С. 4. 
 ** Информация: Андреев И. Новая книга о Марине Цветаевой // Вечер Елабиги. — 2007. — № 35. — 29 августа; Каминская М. Марине Ивановне — от южан // Наше время. — 2007. — № 285—286. — 30 августа. — С. 1 (г. Ростов-на-Дону); Григорьева О. «Кому-то зажигают свечи, а ей — костры!» // Звезда Прииртышья. — 2007. — № 137. — 29 ноября. — С. 15 (г. Павлодар, Казахстан); Сельскова Марина. Остановленное время Марины Цветаевой // http://e-vid.ru/index-m-192-p-63-article-9874.htm Архивная копия от 7 июня 2015 на Wayback Machine [Культурный центр «Дом-музей Марины Цветаевой», Москва]; Ольга Гигорьева. Была б жива Цветаева… (о праздновании 115-летия со дня рождения поэта) // Наследие Марины Цветаевой // https://web.archive.org/web/20120310091237/http://www.tsvetayeva.com/mc/byla-b-zhiva-tsvetaeva-o-prazdnovanii-115-letiya-so-dnya-rozhdeniya-poeta; К тысячелетию Елабуги // Телеканал «Культура»: История на телеканале «Культура». Новости «Культуры» // http://www.tvkultura.ru/news.html?id=170314; Литературная премия имени Марины Цветаевой // Телеканал «Культура»: Литература на телеканале «Культура». ИТАР-ТАСС // http://www.tvkultura.ru/news.html?id=170332; «Через Летейски воды…» (анонс книги) // Культурный центр, дом-музей Марины Цветаевой «Серебряный век» // http://old.dommuseum.ru/nbookz/news.php?n=10 (недоступная+ссылка); «Через Летейски воды…» (анонс книги) // КультураПортал: Новости. // https://web.archive.org/web/20110906025842/http://www.kultura-portal.ru/tree_new/news/final.jsp?pub_id=869899&rubric_id=1303; «Через Летейски воды…» (анонс книги) // Телеканал «Культура»: Литература на телеканале «Культура». ИТАР-ТАСС // http://www.tvkultura.ru/news.html?id=169392; Семёнова С. М. «Это была „отсроченная“ смерть…» // Учительская газета. — 2008. — № 5. — 9 декабря; «Через Летейски воды…» // Литературная Россия. — 2007. — № 40. — 5 октября. — С. 2; События в лицах // Бизнес ТВ: Информац. еженедельник. — 2007. — № 42. — 16 октября. — С. 5; Корешкова Т. Цветаевский костер // Звезда Прииртышья. — 2007. — № 117. — 11 октября. — С. 6 (Казахстан); Uli Zislin. Anna Akhmatova (1889—1966). Marina Tsvetaeva (1892—1941). Chronicle of Correlation. 1912—2008. — Chicago: Published by «Kontinent», 2009. — p. 141—142; Савельева Н., Пустарников Ю. Неосуществлённое пророчество // Учительская газета. — 2008. — № 15. — 8 апреля. — С. 20-21; Цветаева без глянца: проект Павла Фокина. — СПб.: Изд-во «Амфора», 2008. — С. 690—691, 695—696, 712; Пересыпкина В. Шаг к раскрытию тайны гибели Марины Цветаевой. // Ставропольские губернские ведомости. — 2006. — № 139 (ссылка (недоступная ссылка)); Через Летейски воды // Русский язык за рубежом // (ссылка Архивная копия от 12 марта 2016 на Wayback Machine); Наша история. Сто великих имен: Марина Цветаева. — № 66. — М., 2011. — С. 23.
- Головко В. М. Три встречи: литературно-критические очерки. — М.: ООО «Центр „ЛР“», 2001. — 56 с. [Библиотека писателей Ставрополья для школьников. Писатель и эпоха. XX век]. ISBN 5-7809-0086-8.

Рец.: Мосиенко Александр. Три встречи Вячеслава Головко // Кавказская здравница. — 2002. — 13 ноября. — С. 4; Пересыкина Валерия. Три поэта, три судьбы, три встречи… // Ставропольские губернские ведомости. — 2001. — № 194—195. — 1 ноября. — С. 5.
- Головко В. М. Далёкие и близкие: аудиокнига / читает автор. — Ставрополь, 2001. (о творчестве М.И Цветаевой, А. И. Цветаевой, А. И. Солженицына, В. Ф. Бокова, В. Т. Шаламова, В. В. Ходарева, современных ставропольских писателей). [Проект Фонда Сороса].
- Головко В. М. Далекие и близкие: Литературно-критические очерки. — Ставрополь: Изд-во СГУ, 2012. — 156 с. ISBN 978-5-88648-807-4.

#### Научно-методические и учебно-методические пособия
- Головко В. М. Практикум по истории русской литературы XIX века (1840—1890 гг.). — Ставрополь: СГПИ, 1991. — 56 с.
- Головко В. М. Русская литература в старших классах: Методические и библиографические рекомендации в помощь учителю. — Ставрополь: СКИУУ, 1992. — 48 с.
- Головко В. М. Русская классика в вузовском изучении (1840—1890 гг.): Методическое пособие. — Ставрополь: СГПИ, 1993. — 52 с.
- Головко В. М. Художественно-философская антропология: теоретические и историко-литературные аспекты: Учебно-методическое пособие. — Ставрополь: Изд-во СГУ, 2006. — 74 с.
- Головко В. М. Жанровые системы русского классического реализма: Учебно-методическое пособие. — Ставрополь: СГУ, 2007. — 44 с.
- Головко В. М. Историческая поэтика русской классической повести: Учебно-методическое пособие / Специальность 031001 — Филология. — Ставрополь: Изд-во СГУ, 2010. — 29 с.
- Русская литература XIX века: 1840—1860-х годов: Учебно-методическое пособие / Специальность 031001 — Филология / Авт.-сост.: В. М. Головко, А. В. Останкович. — Ставрополь: Изд-во СГУ, 2011. — 52 с.
- Русская литература XIX века: 1870—1890-х годов: Учебно-методическое пособие. / Специальность 031001 — Филология / Авт.-сост.: В. М. Головко, А. В. Останкович. — Ставрополь: Изд-во СГУ, 2011. — 60 с.

#### Научная редактура коллективных трудов и сборников научных статей
- Нравственно-эстетические проблемы художественной литературы: Сб. научн. трудов. — Элиста: КГУ, 1983. — 162 с.
- Источники литературного произведения: Пособие для учителя. — Ставрополь: Изд-во ИРО; СГПУ, 1995. — 102 с.
- Нравственно-эстетическая позиция писателя: Сборник научных статей. — Ставрополь: СГПИ, 1991. — 142 с.
- Виктор Боков в школе: Книга для учителя: В 2 т. / под. ред. докт. филол. наук В. М. Головко. — Ставрополь, 1997. — Т. 1. — 158 с. — Т. 2: Виктор Боков. Россия в сердце не случайна: Избранные стихотворения. — 190 с.
- Образовательный комплекс для детей опережающего развития: экспериментальная модель / под ред. проф. В. М. Головко. — Ставрополь, 2001. — 300 с.

Рец.: Пересыпкина Валерия. «Школа будущего создаётся сегодня» // Ставропольские губернские ведомости. — 2001. — № 174. — 29 сентября. — С. 2.
- Герменевтика литературных жанров / под общ. ред. проф. В. М. Головко. — Ставрополь, 2007. — 396 с. [Серия «Poetica»].
- Poetica: инновационные идеи молодых учёных-филологов / под ред. проф. В. М. Головко. — Ставрополь: Ставроп. кн. изд-во, 2007. — 287 с. [Серия «Poetica»].
- "За лучшую будущность России ": к 150-летию со дня рождения Якова Васильевича Абрамова, общественного деятеля, публициста, критика: биобиблиографич. мат-лы / сост. В. М. Головко, М.В Агаркова, Э. В. Кемпинский. — Ставрополь: СГКУНБ им. М. Ю. Лермонтова, 2008. — 62 с.
- Персонификация образования интеллектуально одарённых учащихся: монография / под ред. В. М. Головко, Л. Н. Папениной. — М.; Ставрополь: Ставроп. кн. изд-во, 2008. — 380 с.
- Персонификация образования интеллектуально одарённых учащихся: Монография / под ред. В. М. Головко, Л. Н. Папениной / 2-е изд., испр., доп. — М.; Ставрополь: Мысль, 2009. — 380 с.
- Intuitus mentis русских писателей-классиков / под общ. ред. проф. В. М. Головко. — Ставрополь: Изд-во СГУ; Ставроп. кн. изд-во «Мысль», 2010. — 464 с.[Серия «Poetica»].
- Я. В. Абрамов в истории культуры и общественной мысли России / под ред. проф. В. М. Головко. — Ставрополь: Изд-во «Мысль»; Изд-во СГУ, 2012. — 380 с.

#### Научные статьи (наиболее значимые)
- К концепции личности в позднем творчестве И. С. Тургенева // Проблемы русской литературы / Сборник трудов. — М.: Изд-во МГПИ им. В. И. Ленина, 1973. — С. 58-71.
- Жанровое своеобразие «Странной истории» И. С. Тургенева (к проблеме жанра «студии» в творчестве 1870-х гг.) // Проблемы жанра и стиля в русской литературе / Сборник трудов. — М.: Изд-во МГПИ им. В. И. Ленина, 1973. — С. 114—131.
- О некоторых реминисценциях в «Стихотворениях в прозе» И. С. Тургенева // Четвёртый межвузовский тургеневский сборник / Научные труды Курск. и Орловск. пед. ин-тов. — Т. 17 (110). — Орел, 1975. — С. 285—304.
- Тема «частного» человека в позднем творчестве И. С. Тургенева // Шестой межвузовский тургеневский сборник / Научные труды Курск. пед. ин-та. — Т. 59 (152). — Курск, 1976. — С. 136—153.
- Развитие диалектического мышления А. И. Герцена как основа новаторства в романе «Кто виноват?» (проблема деятельности) // Традиции и новаторство в художественной литературе / Межвузовский сборник науч. трудов. — Горький, 1980. — С. 122—130.
- Творческая история незавершённой повести «Старые голубки» в свете художественно-философских исканий Тургенева 1870-х — начала 1880-х годов // Творчество И. С. Тургенева / Сборник науч. трудов. — Курск: Курск. пед. ин-т., 1984. — С. 52-77.
- И. С. Тургенев и А. Шопенгауэр: к проблеме текстологического и историко-литературного комментария «Стихотворений в прозе» // И. С. Тургенев. Проблемы мировоззрения и творчества / Сб. науч. трудов. — Элиста: Калмыцк. ун-т, 1986. — С. 96-117.
- Об одной философской полемике в «Стихотворениях в прозе» // И. С. Тургенев в современном мире. — М.: Наука, 1987. — С. 284—293.
- Идейная эволюция героя в повести И. С. Тургенева «Пунин и Бабурин» (материалы к реальному и историко-литературному комментарию) // Русская литература. — 1988. — № 1. — С.195 — 204. (Изд-во «Наука»).
- «Отчаянный» И. С. Тургенева: Жанровая структура «студии типа» // И. С. Тургенев. Вопросы биографии и творчества. — Л.: Наука, 1990. — С. 89-107.
- И. С. Тургенев и «дело 32-х» (из истории идейного разрыва с А. И. Герценом) // Творчество И. С. Тургенева: Проблемы метода и мировоззрения. — Орел: Орловск. гос. пед. ин-т, 1991. — С. 3 — 24.
- Черты национального архетипа в мифопоэтике образа Христа произведений И. С. Тургенева // Евангельский текст в русской литературе XVIII—XX веков: Цитата, реминисценция, мотив, сюжет, жанр. / Сб. научн. трудов. — Петразаводск: Изд-во Петрозавод. университета, 1994. — С. 231—248. (Проблемы исторической поэтики. — Вып. 3.)
- Герменевтика жанра как проблема теоретической поэтики // Вестник Ставропольского государственного педагогического университета. — 1995. — Вып. 1. Социально-гуманитарные науки. — С. 115—125.
- Источники литературного произведения и проблемы литературоведческого комментария // Источники литературного произведения: Пособие для учителя / под ред. В. М. Головко. — Ставрополь: Ин-т развития образования; Ставропольск. гос. пед. ун-т, 1995. — С. 4-10.
- Был ли И. С. Тургенев «седовласой Магдалиной»? (Канонизированная неправда в свете эпистолярных и других источников) // Источники литературного произведения: Пособие для учителя. — Ставрополь: Ин-т развития образования, Ставропольск. гос. пед. ун-т, 1995. — С. 95-101.
- Виктор Боков о творческом процессе и проблемах художественности (публикация, вступительная статья и комментарии В. М. Головко) // Вестник Ставропольского государственного университета: Филологические науки. — 1996. — № 5. — С. 139—149.
- «Я — весь Россия!..» (Виктор Боков как творческая индивидуальность) // Виктор Боков в школе: Книга для учителя / Под ред. докт. филол. наук В. М. Головко. — В 2-х кн. — Кн.1. — Ставрополь: Изд-во СКИПКРО, 1997. — С. 13-28.
- Лирический цикл «Сибирское сидение»: проблематика и нравственно-эстетическая позиция автора // Виктор Боков в школе: Книга для учителя / под ред. докт. филол. наук В. М. Головко. — Кн.1. — Ставрополь: Изд-во СКИПКРО, 1997. — С. 29-57.
- Философско-эстетическая концепция стихотворения в прозе «Necessitas, Vis, Libertas» // Вестник Ставропольского государственного университета. — 1997. — № 10. — С. 20-39. (Вып. 10: Филологические науки).
- Реминисценции из Библии в «Странной истории» И. С. Тургенева (материалы к текстологическому комментарию) // Русская литература XIX века и христианство. — М.: Изд-во МГУ, 1997. — С. 200—206.
- «Жизнь живая — вот моя основа…»: Творческий феномен Виктора Бокова // Вестник Ставропольского государственного университета. — 1998. — № 14. — С. 38-48 (Вып. 14: Филолог. науки).
- Н. С. Лесков в полемике о генезисе и сущности раскола (забытая статья-рецензия писателя «О картине „Никита Пустосвят“ (Письмо в редакцию)») // Вестник Ставропольского государственного университета. — 1999. — № 22: Филологические науки. — С.37-54.
- Художественное человековедение: параметры литературоведческих исследований // Вестник Ставропольского государственного университета. — 2000. — № 24: Филологические науки. — С. 4-28.
- Страдальный колокол Александра Солженицына // Солженицын А. И. Дыхание. — М.: ООО "Центр — «ЛР», 2000. — С. 3 — 11.
- «Там, в паметта ти синеока…» // Марица. — 2000. — № 2. — С. 87-91. [На болгарском языке. Пазарджик, Болгария].
- Формирование персональной повествовательной ситуации в русской прозе второй половины XIX века: поэтика повествовательной идентичности // Принципы и методы исследования в филологии: конец XX века: научно-методический семинар «Textus». Сборник статей. — СПб.; Ставрополь, 2001. — Вып. 6. — С.485 — 491.
- Философская повесть Н. С. Лескова: онтологический потенциал жанровой поэтики // Актуальные проблемы социогуманитарного знания. — М.: Прометей, 2001. — С. 61-65.
- Этнонациональная идентификация в русской литературе: когнитивная парадигма // Актуальные проблемы социогуманитарного знания: Сб. научных трудов кафедры философии МПГУ. — М.: Прометей, 2002. — Вып. Х. — Ч. III. — С. 79-82.
- Факторы идиостиля Марины Цветаевой в интерпретации А. С. Эфрон // На путях к постижению Марины Цветаевой: Девятая международная научно-тематическая конференция (9-12 октября 2001 г.): Сборник докладов. — М.: Дом-музей Марины Цветаевой, 2002. — С. 375—377.
- Жанрообусловливание как модус художественного познания (теоретико-методологическая перспектива) // Вестник Ставропольского государственного университета. — 2002. — № 29: [Филологические науки].- С.91 — 100.
- Антропоцентрическая парадигма в литературоведении: концепция системной стратификации // Антропоцентрическая парадигма в филологии. — Ставрополь: Изд-во СГУ. — 2003. — Ч. 1. -Литературоведение: Мат-лы Международной научн. конф. — С. 16-27.
- Schopenhauer in Russland, Weib-russland und Ukraine // Schopenhauer — Jahrbuch. — 83 Band. — 2002. — Wukzburg: Verlag Konigshausen. — Neumann, 2002. — S. 307—308.
- Понимание как способ бытия и познания литературного жанра // International Forum: 2003. Третье тысячелетие — новый мир: Труды международного форума по проблемам науки, техники, образования / Под ред. В. П. Савиных, В. В. Вашневского. — Т.1. — М.: Академия наук о Земле, 2003. — С. 136—138.
- Кавказский контекст как фактор формирования системы художественно-информационных кодов раннего творчества Л. Н. Толстого // Вестник Ставропольского государственного университета. — 2003. — № 35. — С. 8-15.
- О пометах на тексте романа А. И. Герцена «Кто виноват?» из библиотеки Н. С. Лескова: реконструкция рецепции и читательской интерпретации // Актуальные проблемы социогуманитарного знания. — Вып. XI. — М.: «Век книги — 3», 2004. — С. 51-55.
- Онтология понимания литературного жанра в методологической парадигме М. М. Бахтина // Бахтинский вестник: Собр. соч. учёных: В 5-ти т. — Т. 1. — Орел: Издательский Дом «Орловская литература и книгоиздательство» («Орлик»). — Издатель Александр Воробьёв. — 2005. — С. 91-114.
- «Понимающее бытие» литературного жанра // Герменевтика литературных жанров / Под общ. ред. проф. В. М. Головко. — Ставрополь: Изд-во СГУ; Ставроп. кн. изд-во, 2007. — С. 10-31.
- Концепция человека/личности как обусловливающий фактор литературного жанра // Герменевтика литературных жанров / Под общ. ред. проф. В. М. Головко. — Ставрополь: Изд-во СГУ; Ставроп. кн. изд-во, 2007. — С. 100—114.
- Культурологический контекст формирования педагогических концепций Януария Неверова // Глагол будущего: философские, педагогические, литературно-критические сочинения Я. М. Неверова и речевое поведение воспитанников ставропольской губернской гимназии середины XIX века. — / Под ред. К. Э. Штайн. — Ставрополь: Изд-во СГУ, 2006. — С. 719—731.
- «Опыты» М.Монтеня как прототекст романа «Герой нашего времени»: о традициях философского скептицизма в «Фаталисте» // Лермонтовский текст: Исследования 1900—2007 гг.: Антология: В 2 т. — Ставрополь; СПб.: Изд-во СГУ, 2007. — Т. 2. — С. 43-50.
- Романы Д.-А.—Ф. де Сада и М. Ю. Лермонтова: две тенденции в переоценке эстетического антропокопцента европейского Просвещения // Лермонтовский текст: Исследования 1900—2007 гг.: Антология: В 2 т. — Ставрополь; СПб.: Изд-во СГУ, 2007. — Т. 2. — С. 50-53.
- Феноменологический аспект социокультурной идентификации личности в романе «Герой нашего времени» // Лермонтовский текст: Исследования 1900—2007 гг.: Антология: В 2 т. — Ставрополь; СПб.: Изд-во СГУ, 2007. — Т. 2. — С. 53-57.
- Стратегия эстетического дискурса и опыт реконструкции текста неоконченной повести «Штосс» // Лермонтовский текст: Исследования 1900—2007 гг.: Антология: В 2 т. — Ставрополь; СПб.: Изд-во СГУ, 2007. — Т. 2. — С. 57-64.
- Понимающий потенциал литературного жанра как проблема теоретической поэтики М. М. Бахтина // Знание. Понимание. Умение. — М., 2009. — № 3. — С. 136—140.
- И. С. Тургенев и Я. М. Неверов: общность генезиса идей самоактуализации в творческой деятельности // Тургеневские чтения. — Вып. 4: Сб. ст. — М.: Русский путь, 2009. — С. 204—213.
- Хронотоп как категория художественно-социологического мышления Я. В. Абрамова: диалектика локального и универсального // Историко-культурное наследие: Российский научный журнал. — 2009. — № 1. — С. 92-109.
- «Идея человека» как модус художественно-философского познания // Intuitus mentis русских писателей-классиков / под общ. ред. проф. В. М. Головко. — Ставрополь: Изд-во СГУ; Ставроп. кн. изд-во «Мысль», 2010. — С. 12-30.
- Идиостиль Я. В. Абрамова: художественный синтез как идентификатор «сложной эстетики» писателя // Вестник Ставропольского государственного университета: Научный журнал. — 2010. — № 3. [Вып. 68]. — С. 83-91.
- Виктор Боков о творческом процессе и проблемах художественности // Россия в сердце не случайно: Вспоминая Виктора Бокова. — М.: Русский импульс, 2010. — С. 404—408.
- Методологические парадигмы литературного жанра в современной генологии // Спецпроект: аналіз наукових досліджень // Культура та мистецтво. Філологія та соціальнi коммунікации. — Т. 2. — Дніпропетровськ: Біла К. О., 2011. — С. 36-41.

### Публицистика (наиболее значимые)
- Головко Вячеслав. Здравствуй, брат! // Никто из нас войну забыть не сможет: В 3 кн. — Ставрополь: Изд-во СГУ 2005. — Кн. 3. — С. 51-64.
- Головко Вячеслав. Миг и вечность // Литературное Ставрополье. — 2010. — № 1. — С. 163—174.
- Головко Вячеслав. Опальный мыслитель: Я. В. Абрамов // Литературная Россия. — 2009. — № 11. — 20 марта. — С. 14.
- Головко Вячеслав. Нужен новый нацпроект — «Воспитание» // Сияние. — 2011. — № 5. — С. 4-9.